# Jean Charest
John James "Jean" Charest (IPA: /ʒɑ̃ ʃɑʁɛ/), född 24 juni 1958 i Sherbrooke i Québec, är en kanadensisk (quebecisk) jurist och politiker. Han ledde det federala Progressive Conservative Party of Canada mellan 1993 och 1998 och Parti libéral du Québec mellan 1998 och 2012, samt var Québecs premiärminister mellan 2003 och 2012.

## Minister i den federala regeringen
Charest arbetade som jurist innan han valdes till det federala parlamentet som konservativ representant för valkretsen Sherbrooke 1984. 1986 blev han ungdomsminister (Minister of State for Youth) i Brian Mulroneys regering och var då (vid 28 års ålder) den yngsta ministern i Kanadas historia. Han blev idrottsminister (Minister of State for Fitness and Amateur Sport) 1988 men tvingades lämna regeringen 1990. Han återvände som miljöminister 1991.

## Ledare för Progressive Conservative Party
När Mulroney avgick som partiledare för Progressive Conservative Party och premiärminister kandiderade Charest i partiledarvalet i juni 1993. Han slutade som tvåa efter försvarsminister Kim Campbell. Charest var vice premiärminister och industriminister i Campbells kortlivade regering.
Parlamentsvalet i oktober 1993 blev en katastrof för de konservativa, som förlorade 149 av sina 151 parlamentsplatser. De två som valdes var Charest och Elsie Wayne. Eftersom Charest hade varit minister i vad som kom att bli den sista progressivt konservativa regeringen blev han tillförordnad partiledare, och valdes till partiledare i april 1995. Charest blev därmed den förste (och den siste) fransk-kanadensiske ledaren för Progressive Conservative Party of Canada.
Som partiledare försökte Charest återuppbygga partiet, och i valet 1997 fick det 19 % av rösterna och 20 av 301 mandat, framför allt i Atlantprovinserna. Trots att valresultatet var en förbättring var Charest besviken.

## Ledare för Parti libéral du Québec
I april 1998 blev Charest partiledare för Parti libéral du Québec (som inte är kopplat till den federala motsvarigheten). I provinsvalet 1998 fick liberalerna fler röster än Parti Québécois (PQ), men eftersom liberalerna uppnådde majoritet i färre valkretsar kunde PQ-regeringen fortsätta. I valet 2003 lyckades dock liberalerna besegra PQ, och Charest blev Québecs premiärminister.

## Québecs premiärminister
Charests två första år som premiärminister möttes av hårt motstånd från Québecs fackföreningar. Regeringen har under Charest försökt hitta nya inkomstkällor, bland annat genom koldioxidskatt på företag och krav på ökade bidrag från den federala regeringen.
Charest har också satsat på en distinkt miljöprofil, med blandad framgång. Hans motstånd mot den federala regeringens beslut att inte ratificiera Kyotoprotokollet och beslut att Québec ska uppnå Kyotomålen på egen hand har gett honom märkbart stöd, men när hans regering beslutade om bebyggelse på Mont Orford ledde det till omfattande motstånd och kritik från miljöorganisationer, medier och hans före detta miljöminister Thomas Mulcair.
Ett av liberalernas vallöften i valet 2003 var att de kommuner som hade slagits ihop i den Parti Québécois-drivna kommunreformen skulle få hålla folkomröstningar om att åter bli självständiga kommuner. Löftet sågs som ett viktigt bidrag till liberalernas seger i Longueuils och Québecs förorter, samt de engelsktalande förorterna på West Island som hade införlivats med Montréal. Villkoren för folkomröstningarna gjorde dock att endast vissa kommuner åter blev självständiga, och de områden som hade täckts av sammanslagna kommuner ingår nu i kommunalförbund (conseils d'agglomération) med omfattande befogenheter.
I valet 2007 blev liberalerna fortsatt största parti i provinsförsamlingen, men denna gång utan egen majoritet. Charest själv blev omvald med oväntat liten marginal. För att återfå majoriteten utlyste Charest nyval, vilket hölls i december 2008. Charest lyckades med sitt mål och kunde därmed fortsätta som premiärminister för en majoritetsregering.
Efter flera månaders protester mot planer på höjda studieavgifter vid universiteten under början av 2012 bestämde Charest att nästa val skulle hållas i september samma år. I valet förlorade liberalerna sin ställning som största parti, och Charest själv sin plats i provinsförsamlingen. Charest avgick därför som partiledare och premiärminister.